# Раздражающий контактный дерматит
Раздражающий контактный дерматит — одна из форм контактного дерматита, вызывается химическими веществами и воздействиями физической природы.

## Описание
Химический раздражающий контактный дерматит может иметь как острую так и хроническую формы, которые соответственно вызываются сильными и слабыми раздражителями. Матиас и Майбах в 1978 предложили следующее определение. Механизм воздействия различается. Моющие средства, поверхностно-активные вещества, вещества с превышением показателя pH и органические растворители прямо воздействуют на барьерные свойства эпидермиса, вымывая жировую эмульсию, растворяя кожные липиды, повреждая клетки эпителия и увеличивая потерю жидкости через кожу из-за повреждения механизма передачи воды через роговой слой и повреждая ДНК, что вызывает истончение слоя. Концентрированные раздражители могут вызвать острый эффект, но он не так распространён как кумулятивный хронический эффект от воздействия раздражителей чьи пагубные последствия нарастают с последующими дозами.
Зачастую химическими раздражителями являются сильные щёлочи, присутствующие в очистителях сточных вод и мыле с остатками щёлоков. Многие другие химические вещества также могут вызывать контактный дерматит.
Физический раздражающий контактный дерматит менее исследован в связи с разнообразными механизмами воздействия и недостатка тестов для диагностики.
Для постановки правильного диагноза необходима полная история болезни и негативный патч-тест. Простейшая форма физического раздражающего контактного дерматита получается от длительного трения, хотя многообразие раздражителей намного шире. Для примера можно привести трение о бумагу, воздействие стекловаты и царапающей бумаги.